# Massacre de estudantes em Gujba
Em 29 de setembro de 2013, homens armados do grupo Boko Haram entraram o dormitório masculino da Faculdade de Agricultura em Gujba, no estado de Yobe, Nigéria. Ao menos 50 pessoas morreram devido aos ataques. Como resposta, a partir de 30 de setembro o governo nigeriano intensificou a segurança, colocando patrulhas policias de vigia em escolas e faculdades e soldados armados de guarda em ônibus escolares. Segundo Idi Mato, diretor da instituição em que ocorreram os ataques, o governo já havia prometido enviar policiais e soldados para ajudar na segurança, o que não havia sido cumprido.